# Julien Gelas
 (avril 2024).
Julien Gelas est un auteur, metteur en scène, compositeur et pianiste, né le 6 novembre 1989 à Avignon. Il est directeur du Théâtre du Chêne noir depuis septembre 2020.

## Biographie
Né à Avignon, Julien Gelas grandit dans l’univers du théâtre, particulièrement au Théâtre du Chêne Noir aux côtés de son père, Gérard Gelas, également metteur en scène et auteur, et cofondateur du festival Off d’Avignon.
Julien Gelas commence le piano dès l’âge de cinq ans et suit des cours au Conservatoire d'Avignon de 11 à 17 ans. En parallèle, passionné de culture orientale, Julien Gelas commence l’apprentissage du chinois à 17 ans.
Julien Gelas est diplômé en philosophie esthétique de l’Université d’Aix-Marseille et en études chinoises à l'Institut National des Langues et Civilisations Orientales de Paris.
Il s’établit en Chine en 2015 à Pékin et enseigne la philosophie esthétique à l’université de Pékin de 2015 à 2017.
Sa carrière de pianiste international débute lors de son séjour en Chine et se développe rapidement dès 2018 lors d’une tournée d'un mois et demi dans sept grandes villes entre Pékin et Shangaï, durant dans laquelle il joue ses propres œuvres.
Rentré en France, Julien Gelas co-dirige le Théâtre du Chêne Noir à partir de février 2019 avec Gérard Gelas avant d’en prendre seul la direction à partir de novembre 2020.
Julien Gelas continue de se rendre en Chine régulièrement dans le cadre de ses activités artistiques professionnelles.

## Auteur - Adaptateur - Metteur en scène
En théâtre, Julien Gelas est l’auteur de Station Liberté, qu’il met en scène au festival de Pékin 2015, La promesse du retour (roman), Le Dernier homme, qu’il crée au festival d’Avignon 2018 puis au Festival International de Pékin. Il signe le texte et la mise en scène de sa création Le Petit Chaperon rouge, qui voit le jour en décembre 2018 jusqu’au festival d’Avignon en 2019 et est repris au festival d’Avignon 2020 au Théâtre du Chêne Noir puis en tournée nationale et internationale.  En 2020, Julien Gelas écrit et met en scène  Le Rêve de Spinoza et en 2021 Le Jeu du Président. Toujours attiré par l’univers du conte et du merveilleux, Julien Gelas adapte La Belle et la Bête début 2023, joué au Festival Off cette même année puis en tournée en France.
Les textes de ses pièces sont édités aux éditions Les Cygnes.
Comme metteur en scène : Lettres à un ami allemand, d’Albert Camus, Le Horla de Maupassant, Un tramway nommé désir, de Tennessee Williams à Nankin, Le dernier homme, Le Petit Chaperon Rouge, Station Liberté, La Belle et la Bête, One piano show Mozart

## Traducteur
Julien Gelas est traducteur du chinois en français. Il a notamment traduit deux œuvres du prix Nobel de littérature Gao Xingjian : La Fuite, traduction du chinois en français, publiée aux éditions Lansman et L’arrêt de bus (juillet 2023).

## Compositeur
En tant que compositeur et pianiste, Julien Gelas se produit régulièrement en France et en tournée en Chine.
Il est l’auteur de l’album piano-solo : L’éclaircie en 2017 et des compositions des musiques de spectacles : “Un amour de Blum” (création Avignon 2022), La délicatesse de David Foenkinos et la pièce chinoise Le Serpent Blanc. Il est aussi l’auteur de la bande originale du spectacle "La Belle et la Bête" qu’il a créé en 2023.
En 2025, il part en tournée en Chine pendant 15 jours pour son concert « De Bach à nos jours »,.

## Théâtre

### Écriture et mise en scène
- Station Liberté, Beijing Fringe Festival, 2015
- Le Dernier Homme, Festival d’Avignon, 2018 et Beijing Fringe Festival
- Le Rêve de Spinoza, 2020
- Le Jeu du Président, Festival d’Avignon 2021[10],[11]

### Adaptation et mise en scène
- Le Petit Chaperon rouge, 2019
- Lettres à un ami allemand, d’Albert Camus
- Le Horla, de Maupassant
- Un tramway nommé désir, de Tennessee Williams à Nankin
- La Belle et la Bête, 2023[12],[13]
- GangWolf Mozart, 2024

## Discographie
- L'Éclaircie, 2017[14]
- Un amour de Blum, 2022
- La Délicatesse de David Foenkinos, 2022
- La Belle et la Bête, 2023